# LabOSat
LabOSat, Laboratorio en un satélite (por sus siglas en inglés), es un proyecto de investigación aplicada orientada al diseño de una plataforma de bajo costo ideada para caracterizar dispositivos electrónicos, probar materiales y realizar ensayos en ambientes hostiles. Este proyecto cuenta con investigadores de la Universidad Nacional de San Martín, el Instituto Nacional de Tecnología Industrial (INTI), el Consejo Nacional de Investigaciones Científicas y Técnicas (CONICET) y la Comisión Nacional de Energía Atómica (CNEA).

## MeMOSat
MeMOSat fue a plataforma predecesora de LabOSat, y fue diseñada para probar dispositivos del tipo ReRAM en una órbita LEO, dentro del satélite argentino BugSat 1, de la empresa Satellogic.

## Primera prueba en LEO
Actualmente, dos plataformas LabOSat se encuentran en órbita baja (LEO) desde mayo, dentro de los satélites ÑuSat-1 y ÑuSat-2, más conocidos popularmente como Fresco y Batata.